# 이한그룹
이한그룹은 대한민국의 1세대 디벨로퍼로 1982년 처음으로 설립 되었다. 설립 당시 명칭은 랜드피아이었으나, 1995년에 (주)이한으로 명칭 변경하고, 2006년에 이한그룹으로 명칭을 변경하였다. 현재 부동산개발, 부동산 컨설팅, 분양대행, 브랜드 컨설팅, 명품 아울렛, BTL사업, 상가 운영관리, 호텔 운영 등을 사업분야로 취하고 있다.
2014년 (주)대한산업개발을 인수하여 제주특별자치도에 유럽의 호텔 체인 그룹 루브르호텔과 브랜드 계약을 맺고, 2015년 말에 골든튤립 제주함덕호텔을 개관하였다.
현재는 수도권 인근으로 꾸준한 시행사업을 성공적으로 진행 및 확장하고 있으며, 분양사업 역시 미분양 현장을 단기간 내 완판을 기록하고 있다.
CEO`S PROFILE

- 경인일보 부동산 전문위원
- 인천일보 부동산 전문위원
- 부동산경제신문 부동산 칼럼니스트
- 흥국생명(주) 마케팅 교육부문 전임강사
- 홍콩, 일본, 독일, 신유통업태 및 테마형 상업시설 개발 전문위원
- 이한 국토개발연구소 이사장
- 한국경제 우수경영혁신 베스트 CEO선정
- 국민주택신문사 및 국민주택연구소 제1대 전문위원 위촉
- 現, 이한그룹 회장

이한그룹 NEWS CYCLE

한국경제

매일경제

헤럴드경제

조선비즈